# Tasiujaq
Tasiujaq (in lingua inuktitut: ᑕᓯᐅᔭᖅ) è un villaggio inuit del Canada, situato nella provincia del Québec, nella regione di Nord-du-Québec.